# ماثيو هدسون
ماثيو هدسون (بالإنجليزية: Mathew Hudson)‏ (29 يوليو 1998 في المملكة المتحدة - ) هو لاعب كرة قدم بريطاني في مركز حراسة المرمى. لعب مع بريستون نورث إيند.

## وصلات خارجية
- ماثيو هدسون على موقع قاعدة بيانات كرة القدم.إي يو (الإنجليزية)
- ماثيو هدسون على موقع Soccerbase.com (لاعب) (الإنجليزية)

قالب:تشكيلة بريستون نورث ايند